# Ignazio Calvi
Ignazio Calvi (21. ledna 1797, Reggio Emilia – 17. srpna, 1876, Finale Emilia) byl italský šachový mistr první poloviny 19. století.
Ignazio Calvi byl vystudovaný chemik (1819). Roku 1834 se zúčastnil revoluce v Savojsku proti absolutistické vládě a musel uprchnout do Francie, kde žil čtrnáct let. Během té doby se stal jedním z nejlepších šachových profesionálů v šachové kavárně Café de la Régence a vydělal si zde v průběhu čtyř let 40 000 franků. Nejvýznamnější Calviho výsledek, kterého v té době dosáhl, byla roku 1845 remíza 7:7 (=1) v zápase s předním německým šachistou Lionelem Kieseritzkym.
Roku 1848 se mohl Calvi konečně vrátí do vlasti. Zde roku 1849 v Modeně mimo jiné remizoval v zápase s Corneliem Bonnetim1 8:8 (=4) a vyhrál zápas s Francescem Discartem2 10:5 (=2). Pak vstoupil do armády, kterou roku 1862 opustil v hodnosti majora  a stal se lekárníkem.